# تو تنها نیستی (ترانه جو و جک)
«تو تنها نیستی» (به انگلیسی: You're Not Alone) تک‌آهنگی از جو و جک است که در سال ۲۰۱۶ میلادی منتشر شد. این تک‌آهنگ در آلبوم مسابقه آواز یوروویژن ۲۰۱۶ قرار داشت و نماینده بریتانیا در مسابقه آواز یوروویژن ۲۰۱۶ بود.